# Skalnica cienista
Skalnica cienista (Saxifraga umbrosa L.) – gatunek rośliny należący do rodziny skalnicowatych. W Polsce jest uprawiana jako roślina ozdobna.

## Morfologia

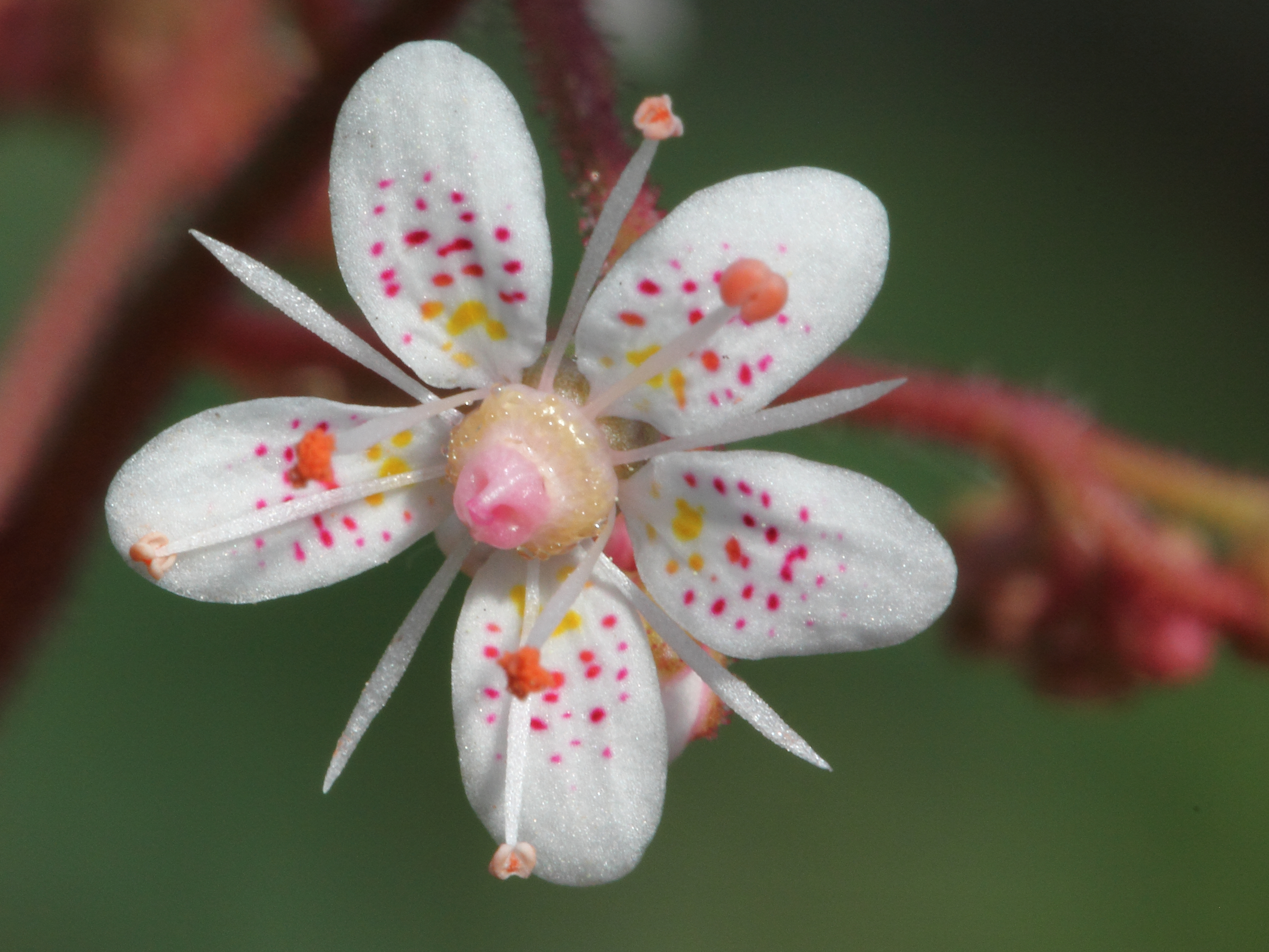
Kwiat

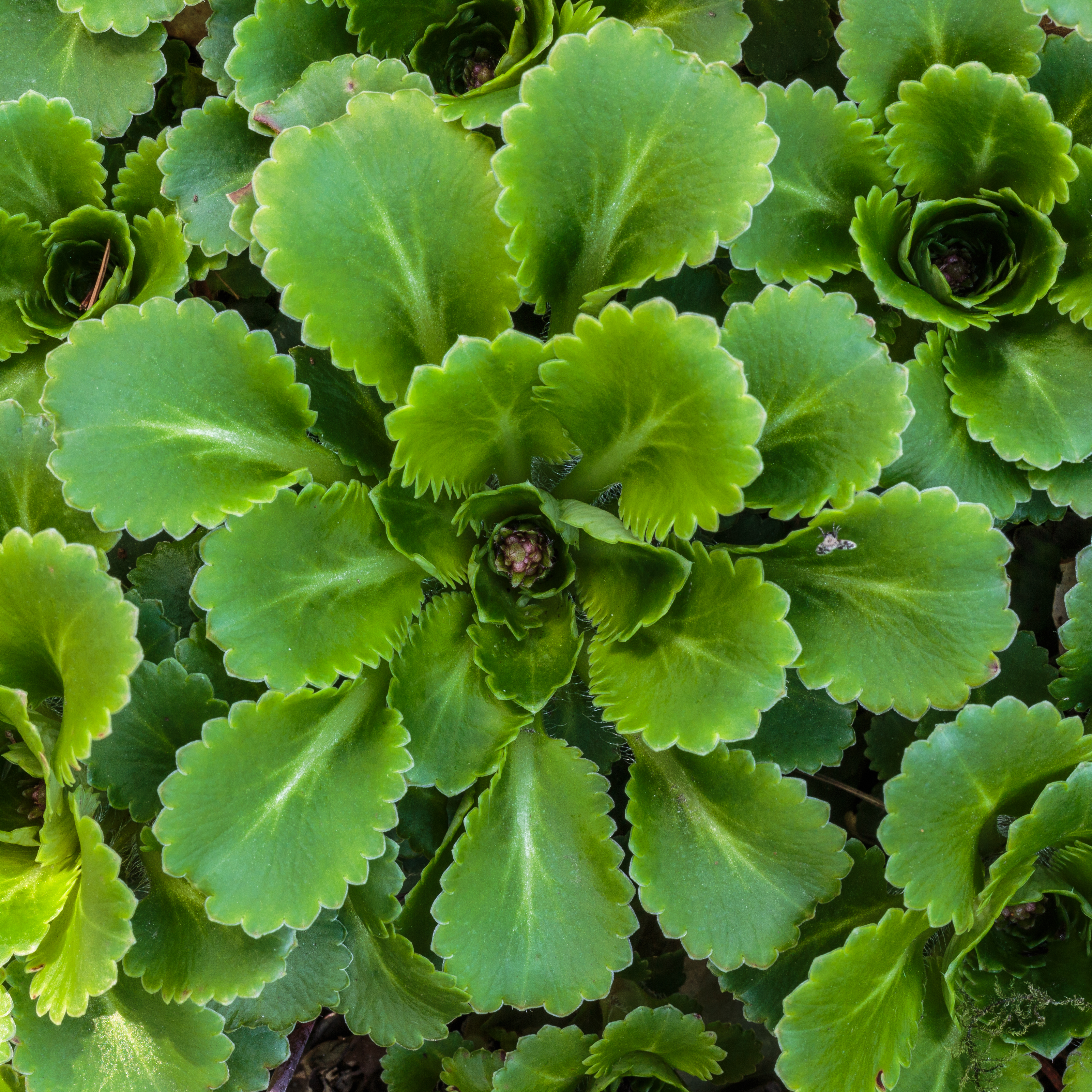
Rozeta liściowa

PokrójRoślina darniowa o wysokości 10–30 cm. Tworzy zwartą darń, w której oprócz różyczek kwiatowych występują liczne płonne różyczki liściowe. Wytwarza rozłogi.
ŁodygaWzniesiona, nierozgałęziona, nieulistniona (głąbik), owłosiona, czerwonawa.
LiścieOd odwrotnie jajowatych do podługowatych. Mają karbowane i chrząstkowate brzegi, są skórzaste, ciemnozielone. Nie posiada wypotników charakterystycznych dla wielu gatunków skalnic. U typowej formy liście są nagie.
KwiatyZebrane w luźne wiechy na szczycie bezlistnej łodygi. Kwiaty promieniste, 5-krotne z 10 pręcikami i 1 słupkiem o 2 szyjkach. Płatki o długości ok. 4 mm są białe z kropkami; w nasadzie płatków żółtymi, poza tym czerwonymi.

## Biologia
- Bylina. Kwitnie od czerwca do sierpnia. Chamefit.
- Liczba chromosomów 2n=28.

## Zmienność
W uprawie występuje mieszaniec S. × geum L. (syn. S. × umbrosa) o owłosionych liściach.

## Zastosowanie
Jest uprawiana jako roślina ozdobna. Nadaje się szczególnie do ogródków skalnych, poza tym bywa uprawiana jako roślina okrywowa na mniejsze powierzchnie. Wymaga próchnicznej i wilgotnej gleby.